# Herbessus decorsei
Genre
Espèce
Herbessus decorsei, unique représentant du genre Herbessus, est une espèce d'araignées aranéomorphes de la famille des Thomisidae.

## Distribution
Cette espèce est endémique de Madagascar.

## Description
Le mâle holotype mesure 4 mm.

## Étymologie
Cette espèce est nommée en l'honneur de Gaston Jules Decorse.

## Publication originale
- Simon, 1903 : Descriptions d'arachnides nouveaux de Madagascar, faisant partie des collections du Muséum. Bulletin du Muséum National d'Histoire Naturelle de Paris, vol. 9, p. 133-140 (texte intégral).